# Nasimshahr
Nasīmshahr (farsi نسیم‌شهر) è una città e capoluogo dello shahrestān di Baharestan, circoscrizione Centrale, nella provincia di Teheran in Iran. Aveva, nel 2006, una popolazione di 135.824 abitanti.